# Hampden (Dakota del Nord)
Hampden è un centro abitato (city) degli Stati Uniti d'America, situato nella Contea di Ramsey nello Stato del Dakota del Nord. Nel censimento del 2000 la popolazione era di 60 abitanti. La città è stata fondata nel 1903.

## Geografia fisica
Secondo i rilevamenti dell'United States Census Bureau, la località di Hampden si estende su una superficie di 0,40 km², tutti occupati da terre.

## Popolazione
Secondo il censimento del 2000, a Hampden vivevano 60 persone, ed erano presenti 14 gruppi familiari. La densità di popolazione era di 135 ab./km². Nel territorio comunale si trovavano 53 unità edificate. Per quanto riguarda la composizione etnica degli abitanti, il 100% era bianco.
Per quanto riguarda la suddivisione della popolazione in fasce d'età, il 15,0% era al di sotto dei 18, il 6,7% fra i 18 e i 24, il 31,7% fra i 25 e i 44, il 16,7% fra i 45 e i 64, mentre infine il 30,0% era al di sopra dei 65 anni di età. L'età media della popolazione era di 42 anni. Per ogni 100 donne residenti vivevano 122,2 maschi.